# أرابيوشا
أرابيوشا (بالسيريلية Арапуша) هي قرية في البوسنة والهرسك، وهي تقع في بلدية بوزانسكا كروبا التابعة لكانتون يونا-سانا في اتحاد البوسنة والهرسك. وفقا لنتائج تعداد البوسنة والهرسك عام 2013، فقد كان عدد سكانها 408 نسمة.

## التركيبة السكانية

### التطور التاريخي للسكان
| 1961 | 1971 | 1981 | 1991 | 2013 |
| ---- | ---- | ---- | ---- | ---- |
| 494  | 538  | 601  | 536  | 408  |

## أعلام
- جمال الدين تشاوشيفيتش

## وصلات خارجية
- (بالإنجليزية) Maplandia